# Länsväg T 823

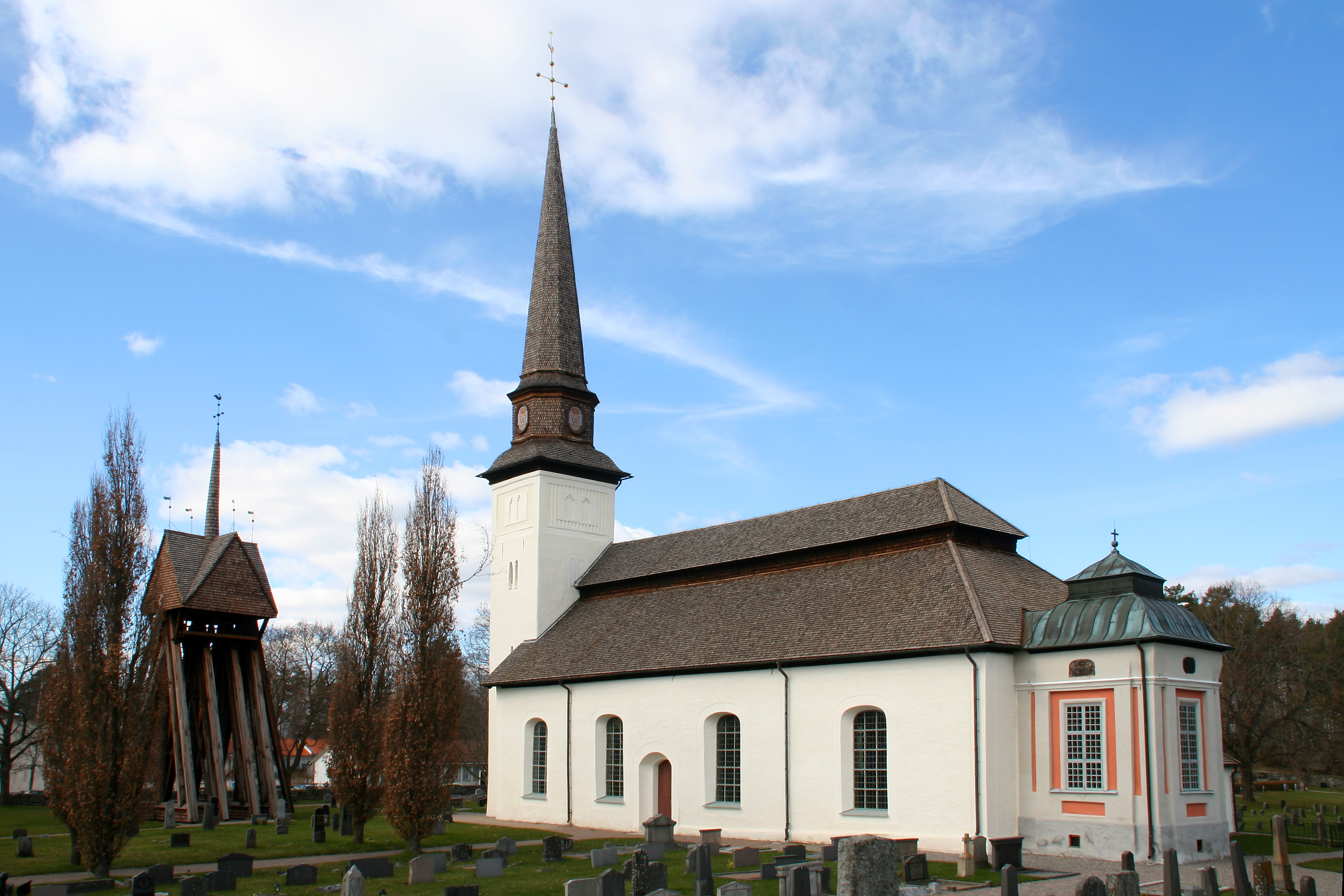
Glanshammars kyrka i närheten av Gamla Arbogavägen

Länsväg T 823 (Gamla Arbogavägen) är en så kallad övrig länsväg (vägnumret är inte skyltat) i Örebro län (T län) mellan Örebro och gränsen mot Västmanlands län i Närke. Vid länsgränsen övergår den i Länsväg 572 i Västmanlands län (U län).
Vägen går österut från nordöstra Örebro som en fortsättning på Hjortstorpsvägen, förbi Hjärsta, genom Glanshammar och förbi Skölv norr om E20, därefter korsar den E20 och går förbi Gunnarsökna innan den når länsgränsen vid sjön Tjurlången

## Historia
Länsväg T 823 var tidigare Europaväg E3/E18, (nuvarande E18/E 20), innan motorväg byggdes österut från Örebro i slutet av 1990-talet. Vägen går parallellt med E18/E20, mestadels norr om motorvägen. 
År 1945-1962, innan E3 blev Europaväg, var vägen en del av riksväg 6.